# Longidorus
Genre
Longidorus est un genre de nématodes de la famille des Longidoridae dont les espèces, à répartition cosmopolite, sont communément appelées « nématodes à lancette ». Il s'agit de nématodes phytopathogènes, qui sont des parasites externes des racines des plantes. Quelques-unes de ces espèces de ces nématodes ectoparasites  sont responsables de la transmission naturelle de phytovirus du genre Nepovirus, selon un mode semi-persistant, non circulant. La transmission des particules virales s'effectue lors des prises alimentaires des nématodes au niveau des racines.
L'espèce-type est Longidorus elongatus (deMan) Thorne and Swanger 1936.

## Liste d'espèces
Selon BioLib (3 février 2020) :
- Longidorus aetnaeus Roca, Lamberti, Agostinelli & Vinciguerra, 1986
- Longidorus africanus Merny, 1966
- Longidorus alvegus Roca & al., 1989
- Longidorus apuloides Roca, 1996
- Longidorus apulus Lamberti & Bleve Zacheo, 1977
- Longidorus artemisiae Rubtsova & al., 1999
- Longidorus arthensis Brown & al., 1994
- Longidorus athesinus Lamberti, Coiro & Agostinelli, 1992
- Longidorus attenuatus Hooper, 1961
- Longidorus balticus Brzeski & al., 2000
- Longidorus belloi Andres & Arias, 1988
- Longidorus caespiticola Hooper, 1961
- Longidorus carpathicus Liskova & al., 1997
- Longidorus carpetanensis Arias & al., 1986
- Longidorus closelongatus Stoianov, 1964
- Longidorus congoensis Aboul-Eid, 1970
- Longidorus crataegi Roca & Bravo, 1996
- Longidorus cretensis Tzortzakakis & al., 2001
- Longidorus cylindricaudatus Kozlowska & Seinhorst, 1979
- Longidorus dalmassoi Peneva & al., 1999
- Longidorus distinctus Lamberti & al., 1983
- Longidorus dunensis Brinkman & al., 1987
- Longidorus edmundsi Hunt & Siddiqi, 1977
- Longidorus elongatus (de Man, 1876)
- Longidorus eridanicus Roca, Lamberti & Agostinelli, 1985
- Longidorus euonymus Mali & Hooper, 1974
- Longidorus fagi Peneva & al., 1997
- Longidorus fasciatus Roca & Lamberti, 1982
- Longidorus globulicauda Dalmasso, 1969
- Longidorus goodeyi Hooper, 1961
- Longidorus helveticus Lamberti & al., 2001
- Longidorus igoris Krnjaic & al., 2000
- Longidorus intermedius Koslowska & Seinhorst, 1979
- Longidorus iuglandis Roca, Lamberti & Agostinelli, 1985
- Longidorus juglandicola Liskova & al., 1997
- Longidorus juvenilis Dalmasso, 1969
- Longidorus kuiperi Brinkman, Loof & Barbez, 1987
- Longidorus laevicapitatus Williams, 1959
- Longidorus latocephalus Lamberti & al., 1983
- Longidorus leptocephalus Hooper, 1961
- Longidorus lusitanicus Macara, 1986
- Longidorus macrosoma Hooper, 1961
- Longidorus macroteromucronatus Altherr, 1974
- Longidorus magnus Lamberti, Bleve Zacheo & Arias, 1982
- Longidorus major Roca & DErrico, 1987
- Longidorus meyli Sturhan, 1963
- Longidorus moesicus Lamberti, Choleva & Agostinelli, 1983
- Longidorus nevesi Macara, 1986
- Longidorus paraelongatus Altherr, 1974
- Longidorus piceicola Liskova & al., 1997
- Longidorus picenus Roca, Lamberti & Agostinelli, 1985
- Longidorus pini Andres & Arias, 1988
- Longidorus pisi Edward & al., 1964
- Longidorus pius Barsi & Lamberti, 2001
- Longidorus poessneckensis Altherr, 1974
- Longidorus profundorum Hooper, 1966
- Longidorus protae Lamberti & Bleve-Zacheo, 1977
- Longidorus proximus Sturhan & Argo, 1983
- Longidorus pseudoelongatus Altherr, 1976
- Longidorus raskii Lamberti & Agostinelli, 1993
- Longidorus reisi Roca & Bravo, 1993
- Longidorus rubi Tomilin & Romanenko, 1993
- Longidorus seinhorsti Peneva & al., 1998
- Longidorus silvae Roca, 1993
- Longidorus sturhani Rubtsova & al., 2001
- Longidorus sylphus Thorne, 1939
- Longidorus tardicauda Merzheevskaya, 1951
- Longidorus unedoi Arias & al., 1986
- Longidorus uroshis Krnjaic & al., 2000
- Longidorus vineacola Sturhan & Weischer, 1964
- Longidorus vinearum Bravo & Roca, 1995

## Publication originale
- (de) Heinrich Micoletzky, « Die freilebenden Erd-nematoden », Archiv für Naturgeschichte. Abteilung A., Berlin, Nicolaische Verlags-Buchhandlung, vol. 87, no 8,‎ 1921, p. 321-650 (ISSN 3057-2304, OCLC 1481990, lire en ligne).